# أندرو غريغوري
أندرو غريغوري (بالإنجليزية: Andrew Gregory)‏ (8 أكتوبر 1976 ببارنسلي في المملكة المتحدة - ) هو لاعب كرة قدم بريطاني في مركز الهجوم. لعب مع نادي بارنسلي ونادي كارلايل يونايتد.

## وصلات خارجية
- أندرو غريغوري على موقع Soccerbase.com (لاعب) (الإنجليزية)